# Азімулла-хан
Азімулла́-хан (англ. Azimullah Khan Yusufzai, 1830 — † жовтень 1859) — один з вождів індійського національного повстання 1857—59 проти англійського панування. Вчитель з міста Канпура.
Народився в бідній родині біля Канпура. В молодості служив швейцаром та кухарем в англійській родині. Вивчив англійську та французьку мови. Пізніше став вчителем в Канпурі. Відвідав Велику Британію, Османську імперію і Крим під час облоги Севастополя. Незадовго до повстання переїхав у Бітхур де зблизився з Нана Сагібом. Разом з ним їздив північною Індією та переконував народ в можливості вигнання англійців. В роки повстання був членом Верховного суду в Канпурі і радником Нана Сагіба (Nânâ Sâhib). В травні-липні 1857 року керував повстанням в Канпурі. Після того як 17 липня англійці зайняли місто Азімулла-хан разом з Нана Сагібом відсутпили в Ауд. Помер в Бхутвалі.